# 1827

## Родени
- Иван Ведър, български масон
- Максимилиан Фаянс, полски художник и фотограф
- 21 май – Константин Победоносцев, руски политик
- 12 юни – Йохана Спири, швейцарска писателка
- 15 юни – Пьотър Шувалов, руски дипломат и политик
- 20 август – Йозеф Щраус, австрийски композитор
- 28 август – Екатерина Михайловна, Велика руска княгиня
- 16 октомври – Арнолд Бьоклин, швейцарски художник
- 17 ноември – Петко Славейков, български поет, писател, публицист, учител, общественик и фолклорист
- 26 ноември – Елън Г. Уайт, американска религиозна писателка

## Починали
- 17 февруари – Йохан Хайнрих Песталоци, швейцарски хуманист и педагог
- 5 март – Пиер-Симон Лаплас, френски математик
- 5 март – Алесандро Волта, италиански физик и химик
- 26 март – Лудвиг ван Бетховен, германски композитор
- 12 август – Уилям Блейк, английски поет и художник
- 18 ноември – Вилхелм Хауф, немски поет и новелист

Вижте също:
- календара за тази година